# پنج دوربین شکسته
پنج دوربین شکسته یک فیلم مستند ساخته عماد برنات و گای دیویدی است که در فرانسه و اسرائیل و سرزمین‌های دولت فلسطینی ساخته شده است. این فیلم برای نخستین بار در سال ۲۰۱۱ در فستیوال فیلم های مستند آمستردام (ایدفا) در آمستردام نشان داده شد و نامزد بهترین فیلم مستند در مراسم اسکار سال ۲۰۱۱ بود.
این فیلم، یک گزارش تصویری دست اول از مقاومت مسالمت آمیز فلسطینی های بیلین در کرانه غربی در برابر سیاست شهرک سازی اسرائیلی هاست.
این فیلم تماماً به وسیله عماد برنات، کشاورز فلسطینی ساکن کرانه غربی، فیلمبرداری شده. او تصاویری را که فیلمبرداری کرده بود، در اختیار گای دیویدی، فیلمساز اسرائیلی گذاشت تا آنها را تدوین کند.
پنج دوربین شکسته، پنج داستان مختلف درباره عماد برنات، خانواده او و مردم روستای بیلین در کرانه غربی است. هر دوربین شکسته برنات، با خود، داستانی درباره مقاومت دارد.
دوربین های عماد که هر یک ناظر بخشی از این حوادث وحشتناک در دوره های مختلف اند، یکی پس از دیگری مورد اصابت گلوله قرار گرفته یا شکسته می شود.
"پنج دوربین شکسته"، روایت گر بخشی از تاریخ خاورمیانه، از زاویه دید یک شهروند شجاع فلسطینی است.

## جوایز
این مستند موفق به دریافت ۱۸جایزه جهانی شده است از جمله جایزه امی ۲۰۱۳ و جوایز بهترین مستند و بهترین کارگردانی در بخش سینمای جهان در جشنواره فیلم ساندنس، جشنواره بین‌المللی فیلم زردآلوی طلایی ایروان، جشنواره بین‌المللی فیلم پوسان، هشتاد و پنجمین دوره جوایز اسکار و آمستردام.
این فیلم همچنین برنده جایزه ویژه هیئت داوران جشنواره فیلم های مستند آمستردام (ایدفا) بوده است.